# Marceline (Missouri)
Marceline ist eine City im US-amerikanischen Bundesstaat Missouri. Die Stadt ist eine Grenzstadt zwischen den Countys Linn County und Chariton County. Das U.S. Census Bureau hat bei der Volkszählung 2020 eine Einwohnerzahl von 2123 ermittelt.
Marceline liegt größtenteils in Linn County, teilweise aber auch in Chariton County. Walt Disney verbrachte einen Teil seiner Kindheit in Marceline und setzte Marceline in den 1950er-Jahren mit dem Bereich Main Street, USA des Disneyland in Anaheim ein nostalgisches Denkmal.

## Geschichte
Die Stadt wurde im Januar 1888 im Zuge des Baus der Bahnlinie von Kansas City nach Chicago durch die Atchison, Topeka and Santa Fe Railway gegründet. Sie wurde nach dem Vornamen der Gattin eines der Direktoren der Bahnlinie benannt. Im Sommer 1888 wies sie bereits eine Zahl von etwa 2500 Bewohnern auf. Walt Disneys Familie lebte hier nur vier Jahre, während seiner Volksschulzeit, aber die Stadt beeindruckte ihn so sehr, dass er sie zur Kulisse des Films Lady and the Tramp machte. Marceline bildete auch die Inspiration für einen wesentlichen Teil von Disneys Themenparks.
Die Bevölkerungszahl von Marceline betrug anlässlich der letzten Volkszählung 2221 Personen.

## Persönlichkeiten
- Ron Frazier (1939–2003), Film- und Theaterschauspieler